# Daughter of Ferrix
"Daughter of Ferrix" es el undécimo episodio de la primera temporada de la serie de televisión en streaming estadounidense Andor, basada en Star Wars creada por George Lucas y spin-off precuela de Rogue One. Fue escrito por Tony Gilroy y dirigido por Benjamin Caron.
El episodio está protagonizado por Diego Luna como Cassian Andor, quien retoma su papel de la película derivada de Star Wars, Rogue One (2016). Toby Haynes fue contratado en septiembre de 2020 después de un retraso en la producción debido a la pandemia de COVID-19, y Gilroy se unió a la serie como showrunner a principios de 2019, reemplazando a Stephen Schiff. Ambos son productores ejecutivos junto a Luna y Kathleen Kennedy.
"Daughter of Ferrix" se estrenó en Disney+ el 16 de noviembre de 2022.

## Trama
En Ferrix y tras sucumbir a su enfermedad, Maarva muere. Sabiendo que por pertenecer a Las Hijas de Ferrix, un importante club social provocara una gran ceremonia fúnebre, Meero alienta a su autorización con la esperanza de que Andor asista.  
Vel informa a Kleya sobre la muerte de Maarva y visita a Mothma, quien le comenta con angustia que casara a su hija para conseguir financiación a través de Davo Sculdun. Leida comienza a participar en reuniones grupales centradas en la cultura y las tradiciones chandrilanas, para gran angustia de ambas, quienes siempre se han opuesto a estas tradiciones. Syril también se entera del funeral gracias al sargento Mosk y tomando créditos de su madre, parte rumbo a Ferrix. Saw Gerrera decide en el último momento ayudar en el ataque de Kreegyr a Spellhaus, pero Luthen le desaconseja y revela que la OSI sabe sobre el asalto inminente. Mientras regresa a Coruscant, Luthen escapa de una patrulla imperial y destruye varios cazas TIE y un rayo tractor. 
Cassian y Melshi en su escape, tratan de robar una nave de propiedad de los pescadores Keredianos Dewi y Freedi; aunque en principio son capturados, los pescadores les permiten escapar de Narkina 5 en su nave. Viajan a Niamos donde Cassian recupera sus pertenencias y establece comunicación con Ferrix donde se entera de que Maarva ha fallecido; Cassian y Melshi se separan, con la intención de exponer públicamente el injusto sistema penitenciario del Imperio y Cassian, aún incrédulo por la noticia, contempla el horizonte pensando que hará.

## Producción

### Desarrollo
El CEO de Disney, Bob Iger, anunció en febrero de 2018 que había varias series de Star Wars en desarrollo, y en noviembre se reveló que una de ellas sería una precuela de la película Rogue One (2016). La serie fue descrita como un programa de suspenso de espías centrado en el personaje Cassian Andor, con Diego Luna retomando su papel de la película. Jared Bush desarrolló originalmente la serie, escribiendo un guion piloto y una biblia de la serie para el proyecto. A finales de noviembre, Stephen Schiff se desempeñaba como productor ejecutivo y productor ejecutivo de la serie. Tony Gilroy, quien fue acreditado como coguionista de Rogue One y supervisó extensas regrabaciones de la película, se unió a la serie a principios de 2019 cuando discutió los primeros detalles de la historia con Luna. La participación de Gilroy se reveló en octubre, cuando estaba listo para escribir el primer episodio, dirigir varios episodios y trabajar junto a Schiff; Gilroy había reemplazado oficialmente a Schiff como showrunner en abril de 2020. Para entonces, se habían llevado a cabo seis semanas de preproducción de la serie en el Reino Unido, pero esto se detuvo y la producción de la serie se retrasó debido a la pandemia de COVID-19. La preproducción había comenzado nuevamente en septiembre antes del inicio planificado de la filmación el próximo mes. En ese momento, Gilroy, que reside en Nueva York, decidió no viajar al Reino Unido para la producción de la serie debido a la pandemia y, por lo tanto, no pudo dirigir el primer episodio de la serie. En cambio, Toby Haynes, con sede en el Reino Unido, que ya ocupaba un lugar destacado en la lista de posibles directores de la serie, fue contratado para dirigir los primeros tres episodios. Gilroy seguiría siendo productor ejecutivo y showrunner. En diciembre de 2020, se reveló que Luna sería productor ejecutivo de la serie.
El undécimo episodio, titulado "Daughter of Ferrix", fue escrito por Tony Gilroy.

### Escritura
Siguiendo el arco de la prisión de Narkina 5, los dos últimos episodios contenían un arco de historia conectado. Al escribir la escena en la que Ruescott Melshi y Andor parten, Gilroy había decidido que Melshi no vendría con Andor a Ferrix, y también sabía que Melshi estaría motivado para ser la "versión heroica de eso, es decir, la gente tiene que saber lo que acaba de pasar", señalando que todos los personajes habían sido "radicalizados" después de su encarcelamiento en Narkina 5. Sabía que mientras escribía la escena, su primer impulso fue que los dos personajes no podían estar juntos. Gilroy también estaba satisfecho de que el director Benjamin Caron hubiera hecho que la escena "pareciera el final de Rogue One" (2016).

### Rodaje
El rodaje comenzó en Londres, Inglaterra, a finales de noviembre de 2020, con la producción basada en Pinewood Studios. La serie fue filmada bajo el título provisional Pilgrim, y fue la primera serie de acción real de Star Wars que no utilizó la tecnología de fondo digital StageCraft. Los lugares de rodaje incluyeron Black Park en Buckinghamshire, Inglaterra para las escenas de flashback, así como en Middle Peak Quarry en Derbyshire, Inglaterra.

### Música
Nicholas Britell compuso la partitura musical del episodio.  La banda sonora del episodio se lanzó en diciembre de 2022 como parte del tercer volumen de la serie.

## Lanzamiento
"Daughter of Ferrix" se estrenó en Disney+ el 16 de noviembre de 2022. 

## Recepción

### Respuesta crítica
El sitio web de recopilación de reseñas Rotten Tomatoes informa un índice de aprobación del 94%, basado en 17 reseñas. El consenso crítico del sitio dice: "Andor, que ofrece a los fanáticos un fantástico combate aéreo y al mismo tiempo les rompe el corazón con un severo recordatorio sobre el costo de la rebelión, continúa impresionando" .